# القلاع (مسلسل)
مسلسل القلاع هو مسلسل سوري تم انتاجه في سوريا عام 1998 من إخراج مأمون البني.

## المؤلف
- حاتم علي

## المخرج
- مأمون البني

## الممثلين
- سلوم حداد
- واحة الراهب
- سحر فوزي
- مي سكاف
- عادل علي
- عبد الرحمن آل رشي
- عابد فهد